# Woori Card Woori WON Pro Volleyball Club 2023-2024
Questa voce raccoglie le informazioni riguardanti il Woori Card Woori WON Pro Volleyball Club nelle competizioni ufficiali della stagione 2023-2024.

## Stagione
I Woori WON partecipano per la quindicesima volta alla V-League, classificandosi al secondo posto in regular season: partecipano quindi ai play-off scudetto, dove accedono direttamente alle semifinali, dove vengono sconfitti dagli OK Okman; chiudono pertanto il campionato con un terzo posto finale. In Coppa KOVO, invece, non vanno oltre la fase a gironi.

## Organigramma societario
Area direttiva
- Presidente: Heo Jeong-jin

Area tecnica
- Allenatore: Shin Young-chul
- Allenatore in seconda: Kim Jae-heon, Joo Sang-yong, Yun Se-un, Kim Young-rae

## Rosa
| N° | Nome            | Ruolo | Data di nascita   | Nazionalità sportiva |
| -- | --------------- | ----- | ----------------- | -------------------- |
| 1  | Lee Kang-won    | O     | 5 maggio 1990     | Corea del Sud        |
| 2  | Han Tae-joon    | P     | 5 aprile 2004     | Corea del Sud        |
| 3  | Kim Gwang-il    | P     | 30 marzo 1998     | Corea del Sud        |
| 4  | Hwang Jun-tae   | L     | 29 aprile 2000    | Corea del Sud        |
| 5  | Oh Jae-seong    | L     | 2 aprile 1992     | Corea del Sud        |
| 6  | Lee Seung-won   | P     | 11 aprile 199     | Corea del Sud        |
| 7  | Choi Seok-ki    | C     | 5 dicembre 1986   | Corea del Sud        |
| 9  | Kim Young-jun   | L     | 18 ottobre 2000   | Corea del Sud        |
| 10 | Park Jun-hyeok  | C     | 23 febbraio 1997  | Corea del Sud        |
| 11 | Han Sung-jeong  | S     | 25 luglio 1996    | Corea del Sud        |
| 12 | Kim Dae-hwan    | P     | 20 maggio 2005    | Corea del Sud        |
| 15 | Kim Wan-jong    | C     | 2 settembre 1999  | Corea del Sud        |
| 16 | Jeong Seong-gyu | S     | 9 giugno 1998     | Corea del Sud        |
| 18 | Matej Kök       | S     | 11 dicembre 1996  | Slovenia             |
| 19 | Kim Jae-hee     | C     | 6 settembre 1993  | Corea del Sud        |
| 20 | Lee Sang-hyun   | C     | 7 aprile 1999     | Corea del Sud        |
| 23 | Kim Hyung-geun  | S     | 1º luglio 2002    | Corea del Sud        |
| 24 | Artëm Suško     | S     | 24 dicembre 1993  | Russia               |
| 29 | Issei Ōtake     | C     | 3 dicembre 1995   | Giappone             |
| 31 | Kim Dong-min    | S     | 27 dicembre 1997  | Corea del Sud        |
| 33 | Park Jin-woo    | C     | 18 marzo 1990     | Corea del Sud        |
| 77 | Song Myung-geun | S     | 12 marzo 1993     | Corea del Sud        |
| 99 | Kim Ji-han      | S     | 16 settembre 1999 | Corea del Sud        |

## Mercato
| Acquisti                               | Acquisti        | Acquisti           | Acquisti   |
| R.                                     | Nome            | da                 | Modalità   |
| -------------------------------------- | --------------- | ------------------ | ---------- |
| S                                      | Han Sung-jeong  | KB Stars           | definitivo |
| S                                      | Matej Kök       | ACH Volley         | definitivo |
| C                                      | Issei Ōtake     | Panasonic Panthers | definitivo |
| C                                      | Park Jin-woo    | KB Stars           | definitivo |
| S                                      | Song Myung-geun | OK Okman           | definitivo |
| Trasferimenti nel corso della stagione |                 |                    |            |
| O                                      | Artëm Suško     | Police             | definitivo |

| Cessioni                               | Cessioni        | Cessioni   | Cessioni   |
| R.                                     | Nome            | a          | Modalità   |
| -------------------------------------- | --------------- | ---------- | ---------- |
| O                                      | Liberman Agámez | Al-Ittihad | definitivo |
| P                                      | Hwang Seung-bin | KB Stars   | definitivo |
| C                                      | Jang Jun-ho     | -          | ritirato   |
| S                                      | Na Gyeong-bok   | KB Stars   | definitivo |
| S                                      | Song Hui-chae   | OK Okman   | definitivo |
| Trasferimenti nel corso della stagione |                 |            |            |
| S                                      | Matej Kök       | -          | svincolato |

## Risultati

### V-League

#### Regular season

##### Round 1
| 15 ottobre 2023 Jangchung Arena, Seul          | Woori WON     | 3 - 1 | Samsung Bluefangs  | 25-17, 25-19, 18-25, 25-19        |
| 18 ottobre 2023 Jangchung Arena, Seul          | Woori WON     | 3 - 0 | Hyundai Skywalkers | 25-17, 25-19, 26-24               |
| 21 ottobre 2023 Uijeongbu Gymnasium, Uijeongbu | KB Stars      | 0 - 3 | Woori WON          | 20-25, 23-25, 23-25               |
| 25 ottobre 2023 Jangchung Arena, Seul          | Woori WON     | 3 - 2 | Korean Air Jumbos  | 13-25, 32-34, 32-30, 25-18, 17-15 |
| 29 ottobre 2023 Suwon Gymnasium, Suwon         | KEPCO Vixtorm | 0 - 3 | Woori WON          | 18-25, 21-25, 23-25               |
| 3 novembre 2023 Sangnoksu Gymnasium, Ansan     | OK Okman      | 3 - 0 | Woori WON          | 25-23, 26-24, 25-22               |

##### Round 2
| 9 novembre 2023 Jangchung Arena, Seul           | Woori WON          | 3 - 1 | KEPCO Vixtorm | 25-21, 25-23, 19-25, 25-20        |
| 12 novembre 2023 Ryu Gwansun Gymnasium, Cheonan | Hyundai Skywalkers | 1 - 3 | Woori WON     | 25-16, 18-25, 24-26, 24-26        |
| 16 novembre 2023 Jangchung Arena, Seul          | Woori WON          | 3 - 2 | KB Stars      | 25-19, 23-25, 23-25, 25-21, 16-14 |
| 23 novembre 2023 Chungmu Gymnasium, Daejeon     | Samsung Bluefangs  | 3 - 0 | Woori WON     | 25-18, 25-23, 28-26               |
| 26 novembre 2023 Jangchung Arena, Seul          | Woori WON          | 0 - 3 | OK Okman      | 16-25, 18-25, 26-28               |
| 30 novembre 2023 Gyeyang Gymnasium, Incheon     | Korean Air Jumbos  | 0 - 3 | Woori WON     | 19-25, 23-25, 24-26               |

##### Round 3
| 3 dicembre 2023 Sangnoksu Gymnasium, Ansan      | OK Okman      | 2 - 3 | Woori WON          | 21-25, 25-21, 19-25, 30-28, 13-15 |
| 7 dicembre 2023 Jangchung Arena, Seul           | Woori WON     | 3 - 1 | Korean Air Jumbos  | 24-26, 25-23, 25-23, 25-22        |
| 12 dicembre 2023 Jangchung Arena, Seul          | Woori WON     | 2 - 3 | Samsung Bluefangs  | 24-26, 22-25, 25-20, 25-23, 13-15 |
| 16 dicembre 2023 Suwon Gymnasium, Suwon         | KEPCO Vixtorm | 1 - 3 | Woori WON          | 25-27, 21-25, 25-22, 22-25        |
| 20 dicembre 2023 Jangchung Arena, Seul          | Woori WON     | 3 - 2 | Hyundai Skywalkers | 19-25, 25-18, 25-22, 23-25, 15-13 |
| 23 dicembre 2023 Uijeongbu Gymnasium, Uijeongbu | KB Stars      | 0 - 3 | Woori WON          | 20-25, 20-25, 19-25               |

##### Round 4
| 27 dicembre 2023 Jangchung Arena, Seul          | Woori WON          | 3 - 0 | KB Stars      | 25-22, 25-18, 25-23               |
| 31 dicembre 2023 Ryu Gwansun Gymnasium, Cheonan | Hyundai Skywalkers | 3 - 1 | Woori WON     | 21-25, 25-23, 25-18, 25-22        |
| 5 gennaio 2024 Gyeyang Gymnasium, Incheon       | Korean Air Jumbos  | 3 - 0 | Woori WON     | 25-22, 25-14, 25-16               |
| 10 gennaio 2024 Jangchung Arena, Seul           | Woori WON          | 1 - 3 | OK Okman      | 19-25, 15-25, 25-21, 23-25        |
| 14 gennaio 2024 Jangchung Arena, Seul           | Woori WON          | 2 - 3 | KEPCO Vixtorm | 25-17, 19-25, 25-21, 20-25, 9-15  |
| 19 gennaio 2024 Chungmu Gymnasium, Daejeon      | Samsung Bluefangs  | 3 - 2 | Woori WON     | 28-26, 20-25, 29-27, 16-25, 15-11 |

##### Round 5
| 31 gennaio 2024 Jangchung Arena, Seul           | Woori WON     | 3 - 1 | Samsung Bluefangs  | 25-27, 25-22, 25-22, 25-14        |
| 4 febbraio 2024 Suwon Gymnasium, Suwon          | KEPCO Vixtorm | 1 - 3 | Woori WON          | 20-25, 22-25, 25-22, 25-27        |
| 9 febbraio 2024 Sangnoksu Gymnasium, Ansan      | OK Okman      | 2 - 3 | Woori WON          | 25-20, 16-25, 25-23, 14-25, 18-20 |
| 12 febbraio 2024 Jangchung Arena, Seul          | Woori WON     | 3 - 0 | Hyundai Skywalkers | 25-23, 25-22, 25-13               |
| 17 febbraio 2024 Jangchung Arena, Seul          | Woori WON     | 2 - 3 | Korean Air Jumbos  | 28-26, 25-23, 19-25, 17-25, 12-15 |
| 22 febbraio 2024 Uijeongbu Gymnasium, Uijeongbu | KB Stars      | 0 - 3 | Woori WON          | 14-25, 18-25, 20-25               |

##### Round 6
| 28 febbraio 2024 Jangchung Arena, Seul       | Woori WON          | 2 - 3 | OK Okman      | 19-25, 30-28, 25-20, 21-25, 7-15  |
| 2 marzo 2024 Jangchung Arena, Seul           | Woori WON          | 3 - 0 | KEPCO Vixtorm | 25-19, 25-19, 27-25               |
| 6 marzo 2024 Gyeyang Gymnasium, Incheon      | Korean Air Jumbos  | 0 - 3 | Woori WON     | 21-25, 25-27, 23-25               |
| 9 marzo 2024 Jangchung Arena, Seul           | Woori WON          | 3 - 1 | KB Stars      | 25-27, 25-20, 25-15, 25-22        |
| 12 marzo 2024 Ryu Gwansun Gymnasium, Cheonan | Hyundai Skywalkers | 3 - 1 | Woori WON     | 17-25, 25-20, 25-18, 25-17        |
| 16 marzo 2024 Chungmu Gymnasium, Daejeon     | Samsung Bluefangs  | 3 - 2 | Woori WON     | 26-24, 23-25, 20-25, 25-21, 16-14 |

#### Play-off
| Semifinali (gara 1) - 23 marzo 2024 Jangchung Arena, Seul      | Woori WON | 2 - 3 | OK Okman  | 20-25, 19-25, 25-22, 25-21, 11-15 |
| Semifinali (gara 2) - 25 marzo 2024 Sangnoksu Gymnasium, Ansan | OK Okman  | 3 - 0 | Woori WON | 25-15, 25-15, 25-19               |

### Coppa KOVO

#### Fase a gironi
| 1ª giornata - 6 agosto 2023 Park Chung Hee Gymnasium, Gumi  | Korean Air Jumbos | 3 - 0 | Woori WON | 25-21, 25-21, 25-19               |
| 2ª giornata - 8 agosto 2023 Park Chung Hee Gymnasium, Gumi  | Woori WON         | 3 - 0 | KB Stars  | 25-19, 25-19, 25-19               |
| 3ª giornata - 10 agosto 2023 Park Chung Hee Gymnasium, Gumi | Woori WON         | 2 - 3 | OK Okman  | 23-25, 25-19, 18-25, 25-23, 13-15 |

## Statistiche

### Statistiche di squadra
| Competizione | Punti | In casa | In casa | In casa | In trasferta | In trasferta | In trasferta | Totale | Totale | Totale |
| Competizione | Punti | G       | V       | P       | G            | V            | P            | G      | V      | P      |
| ------------ | ----- | ------- | ------- | ------- | ------------ | ------------ | ------------ | ------ | ------ | ------ |
| V-League     | 70    | 19      | 12      | 7       | 19           | 11           | 8            | 38     | 23     | 15     |
| Coppa KOVO   | -     | -       | -       | -       | -            | -            | -            | 3      | 1      | 2      |
| Totale       | -     | 19      | 12      | 7       | 19           | 11           | 8            | 41     | 24     | 17     |

G = partite giocate; V = partite vinte; P = partite perse

### Statistiche dei giocatori
| Giocatore  | Campionato | Campionato | Campionato | Campionato | Campionato | Coppa KOVO | Coppa KOVO | Coppa KOVO | Coppa KOVO | Coppa KOVO | Totale | Totale | Totale | Totale | Totale |
| Giocatore  | P          | PT         | AV         | MV         | BV         | P          | PT         | AV         | MV         | BV         | P      | PT     | AV     | MV     | BV     |
| ---------- | ---------- | ---------- | ---------- | ---------- | ---------- | ---------- | ---------- | ---------- | ---------- | ---------- | ------ | ------ | ------ | ------ | ------ |
| Choi S.k.  | 0          | 0          | 0          | 0          | 0          | 3          | 10         | 7          | 3          | 0          | 3      | 10     | 7      | 3      | 0      |
| Han S.j.   | 33         | 268        | 214        | 46         | 8          | 3          | 8          | 8          | 0          | 0          | 36     | 276    | 222    | 46     | 8      |
| Han T.j.   | 38         | 45         | 7          | 29         | 9          | 3          | 13         | 10         | 2          | 1          | 41     | 58     | 17     | 31     | 10     |
| Hwang J.t. | 0          | 0          | 0          | 0          | 0          | -          | -          | -          | -          | -          | 0      | 0      | 0      | 0      | 0      |
| Jeong S.g. | 34         | 4          | 0          | 0          | 4          | 3          | 14         | 13         | 1          | 0          | 37     | 18     | 13     | 1      | 4      |
| Kim D.h.   | -          | -          | -          | -          | -          | -          | -          | -          | -          | -          | 0      | 0      | 0      | 0      | 0      |
| Kim D.m.   | 5          | 3          | 3          | 0          | 0          | 3          | 8          | 7          | 1          | 0          | 8      | 11     | 10     | 1      | 0      |
| Kim G.i.   | -          | -          | -          | -          | -          | -          | -          | -          | -          | -          | 0      | 0      | 0      | 0      | 0      |
| Kim H.g.   | -          | -          | -          | -          | -          | -          | -          | -          | -          | -          | 0      | 0      | 0      | 0      | 0      |
| Kim Ja.h.  | 16         | 5          | 5          | 0          | 0          | -          | -          | -          | -          | -          | 16     | 5      | 5      | 0      | 0      |
| Kim Ji.h.  | 38         | 526        | 444        | 58         | 24         | 3          | 39         | 36         | 3          | 0          | 41     | 565    | 480    | 61     | 24     |
| Kim W.j.   | 28         | 2          | 0          | 0          | 2          | 3          | 6          | 4          | 1          | 1          | 31     | 8      | 4      | 1      | 3      |
| Kim Y.j.   | 33         | 0          | 0          | 0          | 0          | 2          | 5          | 4          | 1          | 0          | 35     | 5      | 4      | 1      | 0      |
| M. Kök     | 26         | 669        | 592        | 38         | 39         | -          | -          | -          | -          | -          | 26     | 669    | 592    | 38     | 39     |
| Lee K.w.   | 1          | 1          | 1          | 0          | 0          | 1          | 1          | 1          | 0          | 0          | 2      | 2      | 2      | 0      | 0      |
| Lee S.h.   | 34         | 203        | 120        | 81         | 2          | -          | -          | -          | -          | -          | 34     | 203    | 120    | 81     | 2      |
| Lee S.w.   | 13         | 2          | 1          | 1          | 0          | 1          | 1          | 0          | 1          | 0          | 14     | 3      | 1      | 2      | 0      |
| Oh J.s.    | 33         | 0          | 0          | 0          | 0          | 3          | 10         | 7          | 2          | 1          | 36     | 10     | 7      | 2      | 1      |
| I. Ōtake   | 38         | 241        | 201        | 30         | 10         | -          | -          | -          | -          | -          | 38     | 241    | 201    | 30     | 10     |
| Park J.w.  | 35         | 210        | 142        | 61         | 7          | -          | -          | -          | -          | -          | 35     | 210    | 142    | 61     | 7      |
| Park J.h.  | 24         | 33         | 23         | 10         | 0          | 3          | 40         | 34         | 5          | 1          | 27     | 73     | 57     | 15     | 1      |
| Song M.g.  | 21         | 184        | 159        | 16         | 9          | 3          | 39         | 27         | 9          | 3          | 24     | 223    | 186    | 25     | 12     |
| A. Suško   | 9          | 100        | 80         | 14         | 6          | -          | -          | -          | -          | -          | 9      | 100    | 80     | 14     | 6      |

P = presenze; PT = punti totali; AV = attacchi vincenti; MV = muri vincenti; BV = battute vincenti